# Gynoplistia bituberculata
Gynoplistia bituberculata är en tvåvingeart som beskrevs av Alexander 1923. Gynoplistia bituberculata ingår i släktet Gynoplistia och familjen småharkrankar. Inga underarter finns listade i Catalogue of Life.